# Crotalaria microcarpa
Crotalaria microcarpa är en ärtväxtart som beskrevs av George Bentham. Crotalaria microcarpa ingår i släktet sunnhampor, och familjen ärtväxter. Inga underarter finns listade i Catalogue of Life.